# Seznam židovských památek v Jihočeském kraji
Toto je seznam židovských památek v Jihočeském kraji aktuální k roku 2011, ve kterém jsou uvedeny židovské památky v oblasti Jihočeského kraje.
| Název                                            | Obrázek                                 | Místo                                                         | Okres             | Druh             | Galerie Commons                                                                 | Popis památky a přístup |
| ------------------------------------------------ | --------------------------------------- | ------------------------------------------------------------- | ----------------- | ---------------- | ------------------------------------------------------------------------------- | --- |
| Synagoga v Babčicích                             | Synagoga Babčice                        | Babčice (49°28′6″ s. š., 14°53′45″ v. d.)                     | Tábor             | Synagoga         | Kategorie „Synagogue in Babčice“ na Wikimedia Commons                           | Bývalá synagoga v Babčicích, č. p. 14, se nachází v jihovýchodní části návsi poblíž většího z vesnických rybníků. |
| Židovský hřbitov v Babčicích                     | ŽH Babčice                              | Babčice (49°28′39″ s. š., 14°54′1″ v. d.)                     | Tábor             | Židovský hřbitov | Kategorie „Jewish cemetery in Babčice“ na Wikimedia Commons                     | Židovský hřbitov založený kolem poloviny 19. století je situován v lesíku při polní cestě vedoucí na Dolní Světlou. Je obehnán zdí, ale veřejně přístupný.                                                                                              |
| Synagoga v Bechyni                               | Synagoga Bechyně                        | Bechyně (49°17′48″ s. š., 14°28′10″ v. d.)                    | Tábor             | Synagoga         | Kategorie „Synagogue in Bechyně“ na Wikimedia Commons                           | Bývalá synagoga stojí v Široké ulici jako č. p. 47. Od roku 2006 slouží jako Muzeum turistiky, na horní ženské galerii je možné zhlédnout historii židovských obcí na Bechyňsku.                                                                        |
| Židovský hřbitov v Bechyni                       | ŽH Bechyně                              | Bechyně 49°17′49″ s. š., 14°27′59″ v. d.                      | Tábor             | Židovský hřbitov | Kategorie „Jewish cemetery in Bechyně“ na Wikimedia Commons                     | Židovský hřbitov se nachází SZ od náměstí TGM jižně od Michalské ulice. Areál je ohrazen vysokou ohradní zdí, klíč lze vypůjčit na městském úřadě proti kopii OP.                                                                                       |
| Židovský hřbitov v Bělči                         | ŽH Běleč                                | Běleč (49°33′28″ s. š., 14°51′32″ v. d.)                      | Tábor             | Židovský hřbitov | Kategorie „Jewish cemetery in Běleč“ na Wikimedia Commons                       | Židovský hřbitov se nachází u polní cesty odbočující napravo ze silnice mezi Elbančicemi a Vilicemi severně od města Mladá Vožice. Je volně přístupný.                                                                                                  |
| Židovský hřbitov v Českých Budějovicích          | ŽH Č. Budějovice                        | České Budějovice (48°58′55″ s. š., 14°29′37″ v. d.)           | České Budějovice  | Židovský hřbitov | Kategorie „Jewish cemetery in České Budějovice“ na Wikimedia Commons            | Židovský hřbitov v Českých Budějovicích je situován při Pekárenské ulici vedle autobusové společnosti, kde si lze na vrátnici vypůjčit klíč od areálu. V JV rohu hřbitova je pamětní síň zbudovaná ve dvou místnostech bývalého domku hrobníka.         |
| Synagoga v Českých Budějovicích                  | Synagoga České Budějovice               | České Budějovice (48°58′15″ s. š., 14°28′21″ v. d.)           | České Budějovice  | Synagoga         | Kategorie „Synagogue in České Budějovice“ na Wikimedia Commons                  | Zaniklá synagoga stávala v dnešní ulici F. A. Gerstnera. Na jejím místě, na travnaté ploše mezi dvěma parkovišti naproti zimnímu stadionu, v současnosti stojí památník - ruka ve tvaru menory s Davidovou hvězdou.                                     |
| Synagoga v Českém Krumlově                       | Synagoga Český Krumlov                  | Český Krumlov (48°48′27″ s. š., 14°19′3″ v. d.)               | Český Krumlov     | Synagoga         | Kategorie „Synagogue in Český Krumlov“ na Wikimedia Commons                     | Synagoga, dnes č. p. 282, stojí mezi ulicemi Za Soudem a Lineckou. Klíče má Českokrumlovský rozvojový fond. (další informace) |
| Židovský hřbitov v Českém Krumlově               | ŽH Český Krumlov                        | Český Krumlov (48°48′56″ s. š., 14°19′35″ v. d.)              | Český Krumlov     | Židovský hřbitov | Kategorie „Jewish cemetery in Český Krumlov“ na Wikimedia Commons               | Židovský hřbitov sousedí s městským hřbitovem ve Hřbitovní ulici. V areálu je dochována obřadní síň s opamětní deskou zakladateli Ignáci Spirovi. Není volně přístupný, ale otevření areálu lze domluvit přes infocentrum města.                        |
| Židovský hřbitov v Čichticích                    | ŽH Čichtice                             | Čichtice (49°5′43″ s. š., 14°5′29″ v. d.)                     | Strakonice        | Židovský hřbitov | Kategorie „Jewish cemetery in Čichtice“ na Wikimedia Commons                    | Židovský hřbitov v Čichticích u Bavorova se nachází v lesíku ve svahu na vrchol Hnojnice. Dochovala se zde obřadní síň a náhrobky od poloviny 18. století.                                                                                              |
| Synagoga ve Čkyni                                | Synagoga Čkyně                          | Čkyně (49°6′49″ s. š., 13°49′41″ v. d.)                       | Prachatice        | Synagoga         | Kategorie „Synagogue in Čkyně“ na Wikimedia Commons                             | Synagoga ve Čkyni, č. p. 105, byla postavena roku 1828 v klasicistním stylu při mlýnském náhonu v jižní části obce. V přízemí měla školu a byt. (obnova synagogy)                                                                                       |
| Židovský hřbitov ve Čkyni                        | ŽH Čkyně                                | Čkyně (49°6′36″ s. š., 13°50′6″ v. d.)                        | Prachatice        | Židovský hřbitov | Kategorie „Jewish cemetery in Čkyně“ na Wikimedia Commons                       | Židovský hřbitov ve Čkyni se nachází jižně od obce v lesíku nad železniční tratí, po pravé straně silnice vedoucí do Hradčan a je volně přístupný. |
| Židovský hřbitov v Dolním Bolíkově               | ŽH Dolní Bolíkov                        | Dolní Bolíkov (49°2′2″ s. š., 15°21′44″ v. d.)                | Jindřichův Hradec | Židovský hřbitov | Kategorie „Jewish cemetery in Dolní Bolíkov“ na Wikimedia Commons               | Židovský hřbitov v Dolním Bolíkově s průjezdnou obřadní síní se nachází v polích asi 800 m JZ od obce na kraji lesa a asi 1 km západně od zdejší železniční zastávky.                                                                                   |
| Synagoga v Dubu                                  | Synagoga Dub                            | Dub (49°6′33″ s. š., 14°0′38″ v. d.)                          | Prachatice        | Synagoga         | Kategorie „Synagogue in Dub“ na Wikimedia Commons                               | Bývalá synagoga v Dubu stojí v SZ části městysu při silnici na Javornici. Na počátku 20. století byla prodána a přestavěna k obytným účelům. |
| Židovský hřbitov v Dubu                          | ŽH Dub                                  | Dub (okres Prachatice) (49°6′1″ s. š., 14°0′44″ v. d.)        | Prachatice        | Židovský hřbitov | Kategorie „Jewish cemetery in Dub“ na Wikimedia Commons                         | Lesní židovský hřbitov z počátku 18. století se nachází 1 km jižně od městysu Dub v lese zvaném Na Hájku. |
| Synagoga v Hluboké nad Vltavou                   | Synagoga Hluboká nad Vltavou            | Hluboká nad Vltavou (49°2′58″ s. š., 14°26′3″ v. d.)          | České Budějovice  | Synagoga         | Kategorie „Synagogue in Hluboká nad Vltavou“ na Wikimedia Commons               | Bývalá synagoga stojí v Tyršově ulici č. p. 15. Interiér byl za okupace zničen, po válce modlitebnu využívala Církev československá husitská, poslední roky je budova prázdná, k církevním účelům neslouží.                                             |
| Židovský hřbitov v Hluboké nad Vltavou           | ŽH Hluboká nad Vltavou                  | Hluboká nad Vltavou (49°25′9″ s. š., 14°39′40″ v. d.)         | České Budějovice  | Židovský hřbitov | Kategorie „Jewish cemetery in Hluboká nad Vltavou“ na Wikimedia Commons         | Židovský hřbitov se nachází asi 600 m západně od nám. Čsl. armády na břehu Munického rybníka proti benzinové pumpě při silnici na Týn nad Vltavou. Je volně přístupný.                                                                                  |
| Židovský hřbitov v Hošticích                     | ŽH Hoštice                              | Hoštice (49°11′58″ s. š., 13°54′2″ v. d.)                     | Strakonice        | Židovský hřbitov | Kategorie „Jewish cemetery in Hoštice“ na Wikimedia Commons                     | Židovský hřbitov leží severozápadně od Hoštic na kraji lesa pod Kalným vrchem. Je volně přístupný, jen se bez navigace hůře hledá. Po polní cestě vedoucí od vsi je třeba dojít ke stavení č. p. 31 a pak dále doprava přes pole vykrajující část lesa. |
| Synagoga v Jindřichově Hradci                    | Synagoga Jindřichův Hradec              | Jindřichův Hradec (49°8′42″ s. š., 15°0′8″ v. d.)             | Jindřichův Hradec | Synagoga         | Kategorie „Synagogue in Jindřichův Hradec“ na Wikimedia Commons                 | Jindřichohradecká synagoga stojí v Kostelní ulici severně od náměstí Míru. |
| Židovský hřbitov v Jindřichově Hradci            | ŽH Jindřichův Hradec                    | Jindřichův Hradec (49°8′ s. š., 14°59′45″ v. d.)              | Jindřichův Hradec | Židovský hřbitov | Kategorie „Jewish cemetery in Jindřichův Hradec“ na Wikimedia Commons           | Židovský hřbitov se nachází u sídliště Hvězdárna na jižním kraji města nad řekou Nežárkou. |
| Židovský hřbitov v Jistebnici                    | ŽH Jistebnice                           | Jistebnice (49°28′58″ s. š., 14°30′20″ v. d.)                 | Tábor             | Židovský hřbitov | Kategorie „Jewish cemetery in Jistebnice“ na Wikimedia Commons                  | Židovský hřbitov je situován v obdélníkovém remízku mezi poli západně od obce. |
| Židovský hřbitov v Kardašově Řečici              | ŽH Kardašova Řečice                     | Kardašova Řečice (49°10′20″ s. š., 14°51′2″ v. d.)            | Jindřichův Hradec | Židovský hřbitov | Kategorie „Jewish cemetery in Kardašova Řečice“ na Wikimedia Commons            | Židovský hřbitov leží 1 km jižně od města, při modře značené turistické stezce a potoku z Obecního nového rybníka. |
| Židovský hřbitov v Kolodějích nad Lužnicí        | ŽH Koloděje nad Lužnicí                 | Koloděje nad Lužnicí (49°15′19″ s. š., 14°25′5″ v. d.)        | České Budějovice  | Židovský hřbitov | Kategorie „Jewish cemetery in Koloděje nad Lužnicí“ na Wikimedia Commons        | Židovský hřbitov je situován napravo při silnici na Chrášťany a Bernartice. Hřbitov je zamčený, klíč lze vypůjčit v obci. |
| Židovský hřbitov v Kovářově                      | ŽH                                      | Kovářov (49°31′22″ s. š., 14°16′29″ v. d.)                    | Písek             | Židovský hřbitov | Kategorie „Jewish cemetery in Kovářov“ na Wikimedia Commons                     | Židovský hřbitov se nachází v lesíku za Prostředním rybníkem nedaleko slepé odbočky ze silnice na Radvánov a Krásnou horu/Vlt.. Je volně přístupný. |
| Židovský hřbitov v Květuši                       | ŽH                                      | Květuš (49°31′38″ s. š., 14°26′54″ v. d.)                     | Písek             | Židovský hřbitov | Kategorie „Jewish cemetery in Květuš“ na Wikimedia Commons                      | Židovský hřbitov je situován severně od vsi a je přístupný po polní cestě odbočující doprava od silnice na Nosetín. |
| Židovský hřbitov v Markvarci                     | ŽH Markvarec                            | Markvarec (49°5′5″ s. š., 15°19′36″ v. d.)                    | Jindřichův Hradec | Židovský hřbitov | Kategorie „Jewish cemetery in Markvarec“ na Wikimedia Commons                   | Židovský hřbitov se nachází v lese 1 km jihovýchodně od obce napravo od silnice vedoucí k Lipolci a Dačicím. |
| Nová synagoga v Milevsku                         | Synagoga Milevsko                       | Milevsko (49°27′8″ s. š., 14°21′45″ v. d.)                    | Písek             | Synagoga         | Kategorie „New Synagogue in Milevsko“ na Wikimedia Commons                      | Nová milevská synagoga stojí v Sokolské ulici jako č. p. 209. |
| Stará synagoga v Milevsku                        | Synagoga Milevsko                       | Milevsko (49°27′7″ s. š., 14°21′41″ v. d.)                    | Písek             | Synagoga         | Kategorie „Old Synagogue in Milevsko“ na Wikimedia Commons                      | Zbytky Staré synagogy se nacházejí nedaleko synagogy Nové na Husově náměstí jako sklepní součást domu č. p. 387. |
| Židovský hřbitov v Milevsku                      | ŽH Milevsko                             | Milevsko (49°27′20″ s. š., 14°23′5″ v. d.)                    | Písek             | Židovský hřbitov | Kategorie „Jewish cemetery in Milevsko“ na Wikimedia Commons                    | Židovský hřbitov se nachází asi 2 km severovýchodně od náměstí E. Beneše v lesíku za samotou č. p. 179 patřící k Sepekovu, zvanou Židovna. |
| Židovský hřbitov v Miroticích                    | ŽH Mirotice                             | Mirotice (49°26′2″ s. š., 14°2′11″ v. d.)                     | Písek             | Židovský hřbitov | Kategorie „Jewish cemetery in Mirotice“ na Wikimedia Commons                    | Mirotický židovský hřbitov se nachází na severním okraji města v části Neradov za řekou Lomnicí. |
| Židovský hřbitov v Mirovicích                    | ŽH Mirovice                             | Mirovice (49°31′26″ s. š., 14°1′54″ v. d.)                    | Písek             | Židovský hřbitov | Kategorie „Jewish cemetery in Mirovice“ na Wikimedia Commons                    | Židovský hřbitov založený roku 1680 se nachází severozápadně od města u řeky Skalice při silnici na Myslín. Je volně přístupný. |
| Synagoga v Mladé Vožici                          | Synagoga MMladá Vožice                  | Mladá Vožice (49°27′8″ s. š., 14°21′45″ v. d.)                | Tábor             | Synagoga         | Kategorie „Synagogue in Mladá Vožice“ na Wikimedia Commons                      | Novější budova v Židovské ulici z poloviny 19. století byla v 60. letech 20. století částečně stržena a přestavěna na obytný dům (čp. 161) propojením s původním rabínským domkem.                                                                      |
| Židovský hřbitov v Myslkovicích                  | ŽH Myslkovice                           | Myslkovice (49°18′18″ s. š., 14°45′6″ v. d.)                  | Tábor             | Židovský hřbitov | Kategorie „Jewish cemetery in Myslkovice“ na Wikimedia Commons                  | Židovský hřbitov se nachází severně od obce na kraji lesa při modře značené turistické trase. Je volně přístupný. |
| Židovský hřbitov v Neznašově                     | ŽH Neznašov                             | Neznašov (49°13′37″ s. š., 14°23′ v. d.)                      | České Budějovice  | Židovský hřbitov | 2F zvenku                                                                       | Neznašovský židovský hřbitov je situován na kraji lesa jihovýchodně od vsi. Areál ohraničený vysokou zdí je zamčen, klíč lze vypůjčit ve vsi po předchozí dohodě.                                                                                       |
| Židovský hřbitov v Nové Bystřici                 | ŽH Nová Bystřice                        | Nová Bystřice (49°1′50″ s. š., 15°5′52″ v. d.)                | Jindřichův Hradec | Židovský hřbitov | Kategorie „Jewish cemetery in Nová Bystřice“ na Wikimedia Commons               | Židovský hřbitov v Nové Bystřici se nachází v polích severně od města po pravé straně silnice vedoucí na Číměř. Je volně přístupný. |
| Židovský hřbitov v Nové Včelnici                 | ŽH Nová Včelnice                        | Nová Včelnice (49°14′23″ s. š., 15°5′ v. d.)                  | Jindřichův Hradec | Židovský hřbitov | Kategorie „Jewish cemetery in Nová Včelnice“ na Wikimedia Commons               | Židovský hřbitov se nachází 500 m severovýchodně od města při silnici na Štítné. Areál s přibližně stovkou náhrobních kamenů není volně přístupný, u branky je uveden kontakt.                                                                          |
| Židovský hřbitov v Olšanech                      | ŽH Olšany                               | Olšany (Studená) (49°8′7″ s. š., 15°15′44″ v. d.)             | Jindřichův Hradec | Židovský hřbitov | Kategorie „Jewish cemetery in Olšany“ na Wikimedia Commons                      | Židovský hřbitov se nachází v remízku v poli východně od vsi napravo od silnice na Heřmaneč. |
| Židovský hřbitov v Oseku                         | ŽH                                      | Osek (49°18′45″ s. š., 13°56′57″ v. d.)                       | Strakonice        | Židovský hřbitov | Kategorie „Jewish cemetery in Osek“ na Wikimedia Commons                        | Židovský hřbitov je situován na kraji lesa necelý kilometr jihozápadně od obce. Areál je volně přístupný. |
| Židovský hřbitov v Písečném                      | ŽH Písečné                              | Písečné (48°57′42″ s. š., 15°27′25″ v. d.)                    | Jindřichův Hradec | Židovský hřbitov | Kategorie „Jewish cemetery in Písečné“ na Wikimedia Commons                     | Židovský hřbitov se nachází 400 m jihozápadně nad obcí ve stráni vrchu Nad Hřbitovem při severním okraji lesa jižně od křižovatky silnic. |
| Synagoga v Písku                                 | Synagoga Písek                          | Písek (49°18′29″ s. š., 14°9′1″ v. d.)                        | Písek             | Synagoga         | Kategorie „Synagogue in Písek“ na Wikimedia Commons                             | Bývalá písecká synagoga stojí v Soukenické ulici. |
| Židovský hřbitov v Písku                         | ŽH Písek                                | Písek (49°18′59″ s. š., 14°7′35″ v. d.)                       | Písek             | Židovský hřbitov | Kategorie „Jewish cemetery in Písek“ na Wikimedia Commons                       | Písecký židovský hřbitov je situován na severozápadním okraji města při silnici na Oldřichov. Kovaná brána je zamčená, klíč lze vypůjčit městském v infocentru na Velkém náměstí.                                                                       |
| Židovský hřbitov v Protivíně                     | ŽH Protivín                             | Protivín (49°12′8″ s. š., 14°13′52″ v. d.)                    | Písek             | Židovský hřbitov | Kategorie „Jewish cemetery in Protivín“ na Wikimedia Commons                    | Židovský hřbitov leží u silnice, vedoucí k osadě Bečelov, asi 100 m severně od zdi protivínského hřbitova. Je volně přístupný. |
| Židovský hřbitov v Prudicích                     | ŽH Prudice                              | Prudice (49°30′41″ s. š., 14°40′17″ v. d.)                    | Tábor             | Židovský hřbitov | Kategorie „Jewish cemetery in Prudice“ na Wikimedia Commons                     | Židovský hřbitov stojí v remízku na návrší západně od vsi při silnici vedoucí k dálnici D3. Je volně přístupný. |
| Židovský hřbitov v Přehořově                     | ŽH Přehořov                             | Přehořov (49°14′14″ s. š., 14°46′4″ v. d.)                    | Tábor             | Židovský hřbitov | Kategorie „Jewish cemetery in Přehořov“ na Wikimedia Commons                    | Židovský hřbitov je situován jihovýchodně od obce v lese nalevo od silnice na Lžín. Areál je volně přístupný přes polorozpadlou ohradní kamennou zeď.                                                                                                   |
| Synagoga v Radeníně                              | Synagoga Radenín                        | Radenín (49°22′18″ s. š., 14°50′40″ v. d.)                    | Tábor             | Synagoga         | Kategorie „Synagogue in Radenín“ na Wikimedia Commons                           | Bývalá synagoga v Radeníně, č. p. 88, stojí východně od obecního úřadu a pošty. |
| Židovský hřbitov v Radeníně                      | ŽH Radenín                              | Radenín (49°22′30″ s. š., 14°50′51″ v. d.)                    | Tábor             | Židovský hřbitov | Kategorie „Jewish cemetery in Radenín“ na Wikimedia Commons                     | Židovský hřbitov se nachází při polní cestě odbočující na severu obce do kopce mezi pole východním směrem. Jde o volně přístupnou kulturní památku. |
| Nový židovský hřbitov v Rožmberku nad Vltavou    | Nový ŽH ožmberk nad Vltavou             | Rožmberk nad Vltavou (48°39′46″ s. š., 14°21′50″ v. d.)       | Český Krumlov     | Židovský hřbitov | Kategorie „New Jewish cemetery in Rožmberk nad Vltavou“ na Wikimedia Commons    | Nový židovský hřbitov je situován v části Studenec severně od města při silnici na Nahořany. Je volně přístupný. |
| Starý židovský hřbitov v Rožmberku nad Vltavou   | Starý ŽH Rožmberk nad Vltavou           | Rožmberk nad Vltavou (48°39′13″ s. š., 14°21′59″ v. d.)       | Český Krumlov     | Židovský hřbitov | Kategorie „Old Jewish cemetery in Rožmberk nad Vltavou“ na Wikimedia Commons    | Starý židovský hřbitov leží ve svahu jižně od centra města. Náhrobky se nalézají v soukromé zahradě domu čp. 103 a areál není volně přístupný. |
| Synagoga ve Slavonicích                          | Synagoga Slavonice                      | Slavonice (48°59′53″ s. š., 15°21′10″ v. d.)                  | Jindřichův Hradec | Synagoga         | Kategorie „Synagogue in Slavonice“ na Wikimedia Commons                         | Bývalá synagoga ve Slavonicích, v ulici Jana Švermy 494 |
| Synagoga v Soběslavi                             | Synagoga Soběslav                       | Soběslav (49°15′37″ s. š., 14°43′ v. d.)                      | Tábor             | Synagoga         | Kategorie „Synagogue in Soběslav“ na Wikimedia Commons                          | Bývalá synagoga v Soběslavi v Jirsíkově ulici, dnes č. p. 31, se nachází necelých 200 metrů západně od náměstí Republiky v Jirsíkově ulici. |
| Synagoga ve Stádlci                              | Synagoga Stádlec                        | Stádlec (49°22′41″ s. š., 14°29′30″ v. d.)                    | Tábor             | Synagoga         | Kategorie „Synagogue in Stádlec“ na Wikimedia Commons                           | Synagoga, dnes č. p. 109, se nachází přibližně 200 m západně od návsi. |
| Židovský hřbitov ve Stádlci                      | ŽH                                      | Stádlec (49°22′19″ s. š., 14°29′51″ v. d.)                    | Tábor             | Židovský hřbitov | Kategorie „Jewish cemetery in Stádlec“ na Wikimedia Commons                     | Židovský hřbitov je situován asi 1 km jižně od obce. Přístup je ze silnice a žlutě značené turistické stezky do Dobřejic doprava, dále podle potoka a potůčku směrem k rybníku Chudátko.                                                                |
| Židovský hřbitov ve Starém Městě pod Landštejnem | ŽH Staré Město pod Landštejnem          | Staré Město pod Landštejnem (49°0′32″ s. š., 15°15′11″ v. d.) | Jindřichův Hradec | Židovský hřbitov | Kategorie „Jewish cemetery in Staré Město pod Landštejnem“ na Wikimedia Commons | Židovský hřbitov je situován severně od obce při potoce Pstruhovec. Je volně přístupný. |
| Židovský hřbitov ve Strakonicích                 | ŽH Strakonice                           | Strakonice (49°15′11″ s. š., 13°52′51″ v. d.)                 | Strakonice        | Židovský hřbitov | Kategorie „Jewish Cemetery in Strakonice“ na Wikimedia Commons                  | Strakonický židovský hřbitov se nachází 1,5 km jihozápadně od Strakonického hradu, jižně od silnice do Pracejovic vedle kasáren. Je uzamčen kovanou bránou.                                                                                             |
| Synagoga ve Stráži nad Nežárkou                  |                                         | Stráž nad Nežárkou (49°4′12″ s. š., 14°54′13″ v. d.)          | Jindřichův Hradec | Synagoga         | Kategorie „Synagogue in Stráž nad Nežárkou“ na Wikimedia Commons                | Bývalá synagoga se nachází nedaleko náměstí Emy Destinnové při silnici směrem na Třeboň. Budova nyní slouží jako obchod. |
| Židovský hřbitov ve Stráži nad Nežárkou          | ŽH Stráž nad Nežárkou                   | Stráž nad Nežárkou (49°4′7″ s. š., 14°53′11″ v. d.)           | Jindřichův Hradec | Židovský hřbitov | Kategorie „Jewish cemetery in Stráž nad Nežárkou“ na Wikimedia Commons          | Židovský hřbitov ve se nalézá západně od města u části obce zvané Pístina. Není volně přístupný. |
| Nový židovský hřbitov v Táboře                   | Nový ŽH Tábor                           | Tábor (49°25′9″ s. š., 14°39′40″ v. d.)                       | Tábor             | Židovský hřbitov | Kategorie „New Jewish cemetery in Tábor“ na Wikimedia Commons                   | Bývalý Nový židovský hřbitov se nalézal na dnešním náměstí Prokopa Velikého. Místo je volně přístupné. |
| Starý židovský hřbitov v Táboře                  | Starý ŽH Tábor                          | Tábor (49°24′31″ s. š., 14°39′18″ v. d.)                      | Tábor             | Židovský hřbitov | Kategorie „Old Jewish cemetery in Tábor“ na Wikimedia Commons                   | Starý židovský hřbitov v Táboře, situovaný nad řekou Lužnicí, je dnes součástí parku Pod Kotnovem. Je volně přístupný branami z Korandovy nebo Bechyňské ulice.                                                                                         |
| Synagoga v Třeboni                               | Synagoga Třeboň                         | Třeboň (49°0′10″ s. š., 14°46′14″ v. d.)                      | Jindřichův Hradec | Synagoga         | Kategorie „Synagogue in Třeboň“ na Wikimedia Commons                            | Bývalá třeboňská synagoga v Krčínově ulici č. p. 50 byla přestavěna ze staršího domu ve druhé polovině 19. století. |
| Židovský hřbitov v Třeboni                       | ŽH Třeboň                               | Třeboň (49°1′21″ s. š., 14°47′33″ v. d.)                      | Jindřichův Hradec | Židovský hřbitov | Kategorie „Jewish cemetery in Třeboň“ na Wikimedia Commons                      | Židovský hřbitov leží východně od města v lese při polní cestě odbočující doleva ze silnice na Novou Hlínu. |
| Synagoga v Tučapech                              | Synagoga Tučapy                         | Tučapy (49°17′24″ s. š., 14°48′8″ v. d.)                      | Tábor             | Synagoga         | Kategorie „Synagogue in Tučapy“ na Wikimedia Commons                            | Tučapská synagoga v se nachází za č. p. 64 u silnice směrem na Soběslav. |
| Židovská škola v Tučapech                        | Synagoga Tučapy                         | Tučapy (49°17′25″ s. š., 14°48′7″ v. d.)                      | Tábor             | Židovská škola   | Kategorie „Jewish community in Tučapy (Tábor District)“ na Wikimedia Commons    | Bývalá židovská škola v Tučapech (cheder), nyní dům č. p. 64, stojí u silnice směrem na Soběslav a sousedí s bývalou synagogou. |
| Židovský hřbitov v Tučapech                      | ŽH                                      | Tučapy (49°17′13″ s. š., 14°48′6″ v. d.)                      | Tábor             | Židovský hřbitov | Kategorie „Jewish cemetery in Tučapy“ na Wikimedia Commons                      | Židovský hřbitov se nalézá na jižním okraji obce při Černovickém potoku. Je volně přístupný. |
| Židovský hřbitov ve Velkém Pěčíně                | ŽH Velký Pěčín                          | Velký Pěčín (49°7′48″ s. š., 15°26′7″ v. d.)                  | Jindřichův Hradec | Židovský hřbitov | Kategorie „Jewish cemetery in Velký Pěčín“ na Wikimedia Commons                 | Židovský hřbitov je situován v lese napravo od staré silnice na Myslůvku při žlutě značené turistické stezce. Je volně přístupný. |
| Synagoga ve Vlachově Březí                       | Synagoga Vlachovo Březí                 | Vlachovo Březí (49°4′49″ s. š., 13°57′36″ v. d.)              | Prachatice        | Synagoga         | Kategorie „Synagogue in Vlachovo Březí“ na Wikimedia Commons                    | Synagoga ve Vlachově Březí, č. p. 6 za č. p. 330, se nachází 100 m jihovýchodně od náměstí v kolmé uličce vycházející SV od silnice do Chluman. |
| Židovský hřbitov ve Vlachově Březí               | ŽH Vlachovo Březí                       | Vlachovo Březí (49°5′8″ s. š., 13°57′31″ v. d.)               | Prachatice        | Židovský hřbitov | Kategorie „Jewish cemetery in Vlachovo Březí“ na Wikimedia Commons              | Židovský hřbitov se nalézá na severním okraji města za areálem zámku. Je volně přístupný. |
| Synagoga ve Vodňanech                            | Synagoga Vodňany                        | Vodňany (49°8′54″ s. š., 14°10′39″ v. d.)                     | Strakonice        | Synagoga         | Kategorie „Synagogue in Vodňany“ na Wikimedia Commons                           | Synagoga v Majerově ulici č. p. 152 z let 1837 – 1852 stojí východně od náměstí. |
| Židovský hřbitov ve Vodňanech                    | ŽH Pražák u Vodňan                      | Pražák (49°8′24″ s. š., 14°8′4″ v. d.)                        | Strakonice        | Židovský hřbitov | Kategorie „Jewish cemetery in Vodňany“ na Wikimedia Commons                     | Vodňanský židovský hřbitov se nachází 700 m jihozápadně od obce Pražák, na kraji lesa při červeně značené turistické stezce. Je volně přístupný. |
| Židovský hřbitov ve Volarech                     | Hřbitov obětí pochodu smrti ve Volarech | Volary (48°54′49″ s. š., 13°53′43″ v. d.)                     | Prachatice        | Synagoga         | Kategorie „Jewish cemetery in Volary“ na Wikimedia Commons                      | Hřbitov se nachází u městského hřbitova v ulici Zlatá stezka |
| Synagoga ve Volyni                               | Synagoga Volyně                         | Volyně (49°10′ s. š., 13°53′24″ v. d.)                        | Strakonice        | Synagoga         | Kategorie „Synagogue in Volyně“ na Wikimedia Commons                            | Synagoga stojí v dnešní Žižkově ulici jako č. p. 250. |
| Židovský hřbitov ve Volyni                       | ŽH Volyně                               | Volyně (49°10′3″ s. š., 13°52′52″ v. d.)                      | Strakonice        | Židovský hřbitov | Kategorie „Jewish cemetery in Volyně“ na Wikimedia Commons                      | Židovský hřbitov je situován v ulici U vodojemu. Je uzamčen a otevřen na požádání, kontakty jsou k dispozici na webových stránkách města. |
| Židovský hřbitov ve Zběšičkách                   | ŽH Zběšičky                             | Zběšičky (49°23′43″ s. š., 14°25′11″ v. d.)                   | Písek             | Židovský hřbitov | Kategorie „Jewish cemetery in Zběšičky“ na Wikimedia Commons                    | Židovský hřbitov se nachází severozápadně od obce v lesíku nedaleko rybníka Zavadil. K volně přístupnému areálu, v jehož jižní části stojí rekonstruovaná márnice, odbočuje krátká silnička.                                                            |

Vysvětlivky k tabulce
- Název – název článku na Wikipedii, abecedně dle místa, poklikem na nadpis lze třídit
- Obrázek – existující obrázek nahraný na Commons
- Místo – nejbližší město, obec nebo vesnice, v závorce GPS – poloha památky dle Global Positioning System, lze třídit
- Okres – okres, ve kterém se místo nachází, lze třídit
- Druh – druh památky, např. židovský hřbitov nebo synagoga, lze třídit
- Galerie Commons – odkaz na Commons na existující kategorii s fotografiemi
- Popis památky a přístup – název s podrobnostmi polohy, přístupnost pro návštěvu nebo informace, kde je možné si vypůjčit klíč, je-li památka zamknutá